# The Declaration
The Declaration é o quarto álbum de estúdio da cantora americana de R&B Ashanti, lançado no dia 3 de Junho de 2008 nos Estados Unidos.

## Recepção da crítica
The Declaration recebeu críticas positivas e negativas dos críticos. Dan Gennoe do Yahoo music ficou impressionado dizendo que o álbum pode ser "o melhor álbum da carreira de Ashanti" mas que o seu álbum também pode ser "negligenciado". Shanel Odum da revista Vibe fez uma avaliação mista para o álbum, dizendo que "mais da metade do álbum é morno" e que a faixa-título do álbum é "diamante bruto".

## Faixas
| Edição padrão |                                            |                                                                  |         |  |
| N.º           | Título                                     | Compositor(es)                                                   | Duração |  |
| 1.            | "Intro"                                    | S. Aurelius                                                      | 1:05    |  |
| 2.            | "The Way That I Love You"                  | Ashanti Douglas                                                  | 4:27    |  |
| 3.            | "You're Gonna Miss"                        | Ashanti Douglas                                                  | 3:14    |  |
| 4.            | "So Over You"                              | Ashanti Douglas, R. Jerkins                                      | 4:00    |  |
| 5.            | "Struggle"                                 | Ashanti Douglas, L.T. Hutton                                     | 4:35    |  |
| 6.            | "Girlfriend"                               | Ashanti Douglas, L.T. Hutton                                     | 3:30    |  |
| 7.            | "Things You Make Me Do" (com Robin Thicke) | Ashanti Douglas, R. Thicke, S. Aurelius, C. Burnette, Keith Ross | 4:28    |  |
| 8.            | "In These Streets"                         | Ashanti Douglas, T Feemster                                      | 4:24    |  |
| 9.            | "Good Good"                                | J. Dupri, M. Seal, Ashanti Douglas, Cornell Haynes               | 3:37    |  |
| 10.           | "Body on Me" (com Nelly e Akon)            | Ashanti Douglas, C. Haynes, A. Thiam                             | 3:20    |  |
| 11.           | "Mother"                                   | Ashanti Douglas, Kenneth "Babyface" Edmonds                      | 5:10    |  |
| 12.           | "Shine"                                    | Diane Warren, Ashanti Douglas                                    | 3:40    |  |
| 13.           | "The Declaration"                          | Ashanti Douglas, S. Aurelius, Yinon Yahel                        | 3:55    |  |

| Faixa bônus internacional |                                                |                               |         |  |
| N.º                       | Título                                         | Compositor(es)                | Duração |  |
| 14.                       | "Hey Baby (After the Club)" (com Mario Winans) | Ashanti Douglas, Mario Winans | 3:33    |  |
| Duração total:            | Duração total:                                 | Duração total:                | 52:58   |  |

| Faixa bônus no iTunes |        |                                          |         |  |
| N.º                   | Título | Compositor(es)                           | Duração |  |
| 15.                   | "Why"  | Ashanti Douglas Cashman Ogaus, Jim Beanz | 4:32    |  |

## Desempenho
O álbum estreou em #6 na Billboard 200, vendendo mais de 86.000 de cópias na primeira semana, em 2009, o álbum já vendeu mais de 304.034 cópias nos Estados Unidos.
| Tabelas musicais                        | Melhor posição |
| --------------------------------------- | -------------- |
| Estados Unidos - Billboard 200          | 6              |
| Estados Unidos - Top R&B/Hip-Hop Albums | 2              |

## Histórico de Lançamento
| País           | Data                |
| -------------- | ------------------- |
| Estados Unidos | 3 de Junho de 2008  |
| Reino Unido    | 9 de Junho de 2009  |
| Brasil         | 18 de Julho de 2009 |